# 斯皮纳佐拉
斯皮纳佐拉（義大利語：Spinazzola），是意大利普利亚大区巴列塔-安德里亞-特拉尼省的一个市镇。总面积182平方公里，人口6949人，人口密度38.2人/平方公里（2009年）。ISTAT代码为072042。